# Cyclostremiscus glyptobasis
Cyclostremiscus glyptobasis is een slakkensoort uit de familie van de Tornidae. De wetenschappelijke naam van de soort is voor het eerst geldig gepubliceerd in 1952 door Pilsbry & Olsson.